# Mitsubishi 500
La Mitsubishi 500 è una autovettura prodotta dalla casa automobilistica giapponese Mitsubishi Motors dal 1960 al 1962.

## Contesto
È stata la prima autovettura prodotta dopo la seconda guerra mondiale dalla Shin Mitsubishi Heavy-Industries, società che sarebbe poi diventata Mitsubishi Motors. La 500 costituì da base per la realizzazione del modello successivo, la Colt 600.

## Tecnica e storia

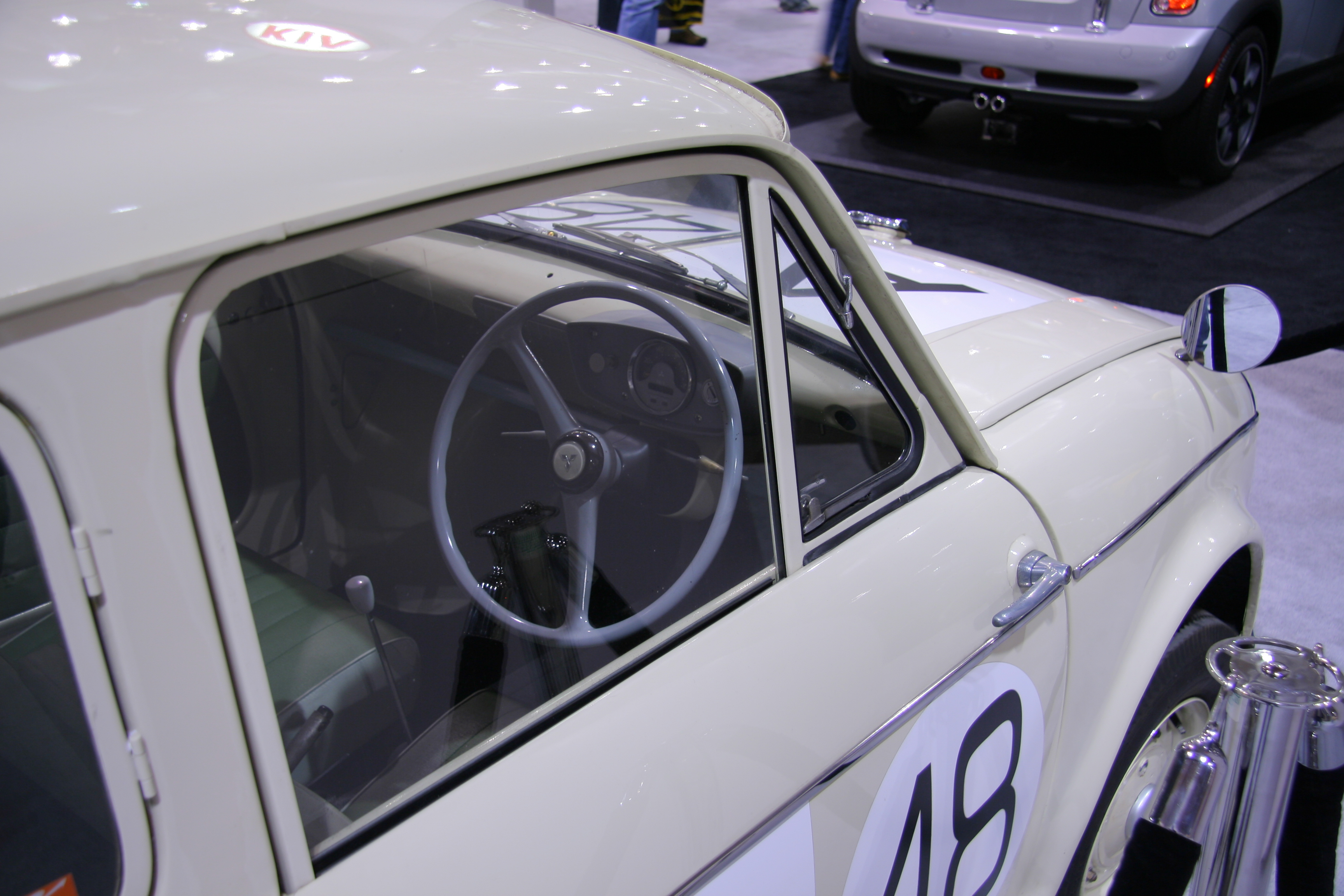
Gli interni

Presentato per la prima volta al salone di Tokyo del 1959, divenne disponibile nel 1960 a un costo di 390 000 yen. Era alimentata da un motore bicilindrico da 493 cc montato al retrotreno raffreddato ad aria con un solo carburatore a depressione, che produceva una potenza di 21 CV a 5000 giri/min. La potenza veniva trasmessa alle ruote posteriori attraverso un cambio manuale a tre velocità. Il corpo vettura, del tipo a 3 volumi e due porte ad apertura controvento, era un monoscocca, progettato per ospitare quattro passeggeri e per raggiungere i 100 km/h.
Grazie al successo commerciale, nell'agosto del 1961 la vettura venne dotata di un motore più grande da 594 cc che eroga 25 CV. Questo versione era denominata Mitsubishi 500 Super DeLuxe. La Colt 600, vettura che ha sostituito la 500, utilizzò gran parte delle componenti della 500 Super DeLuxe, incluso il layout "tuttoindietro" e il motore. La Mitsubishi 500 non fu mai classificata come KeiCar perché i regolamenti di omologazione al momento della loro introduzione imponevano una cilindrata massima per il motore di 360 cc, limite che rimase in vigore fino al 1 gennaio 1976, quando fu portato a 550 cc.

## Attività sportiva
Dalla 500 Super DeLuxe, venne derivata una variante da competizione utilizzata per partecipare al Gran Premio di Macao del 18 ottobre 1962. La vettura vinse nella categoria con cilindrata inferiore a 750 cc, conquistando anche i primi quattro posti della categoria.